# Colotenango
Colotenango è un comune del Guatemala facente parte del dipartimento di Huehuetenango.